# Château d'Essemäggi
Le château d'Essemäggi (en allemand : Herrenhaus Essemäggi; en estonien Ääsmäe mõis) est un petit château néoclassique estonien situé à Ääsmäe dans la région d'Harju (autrefois district d'Harrien).

## Historique

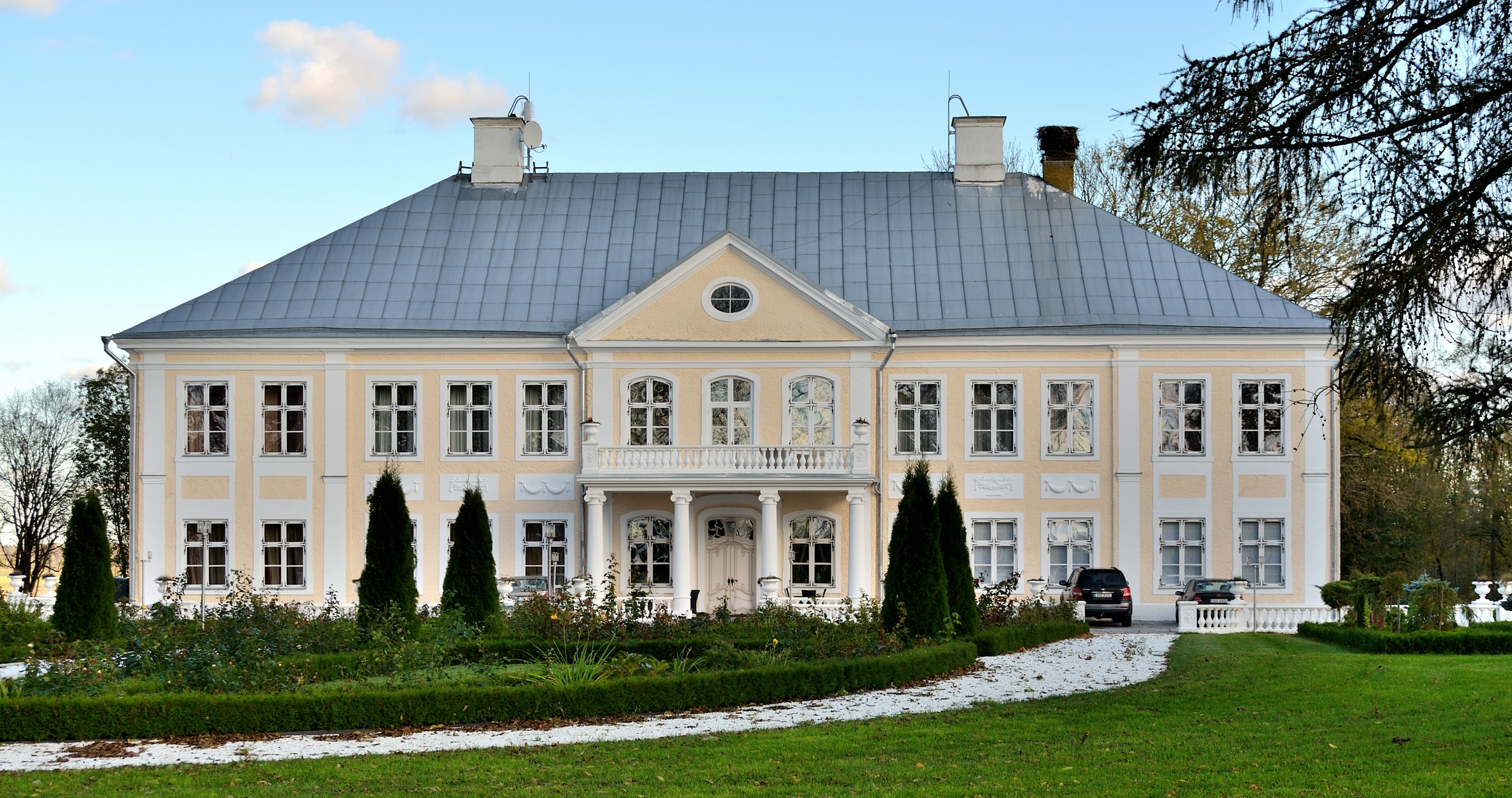
Vue du château en 2011

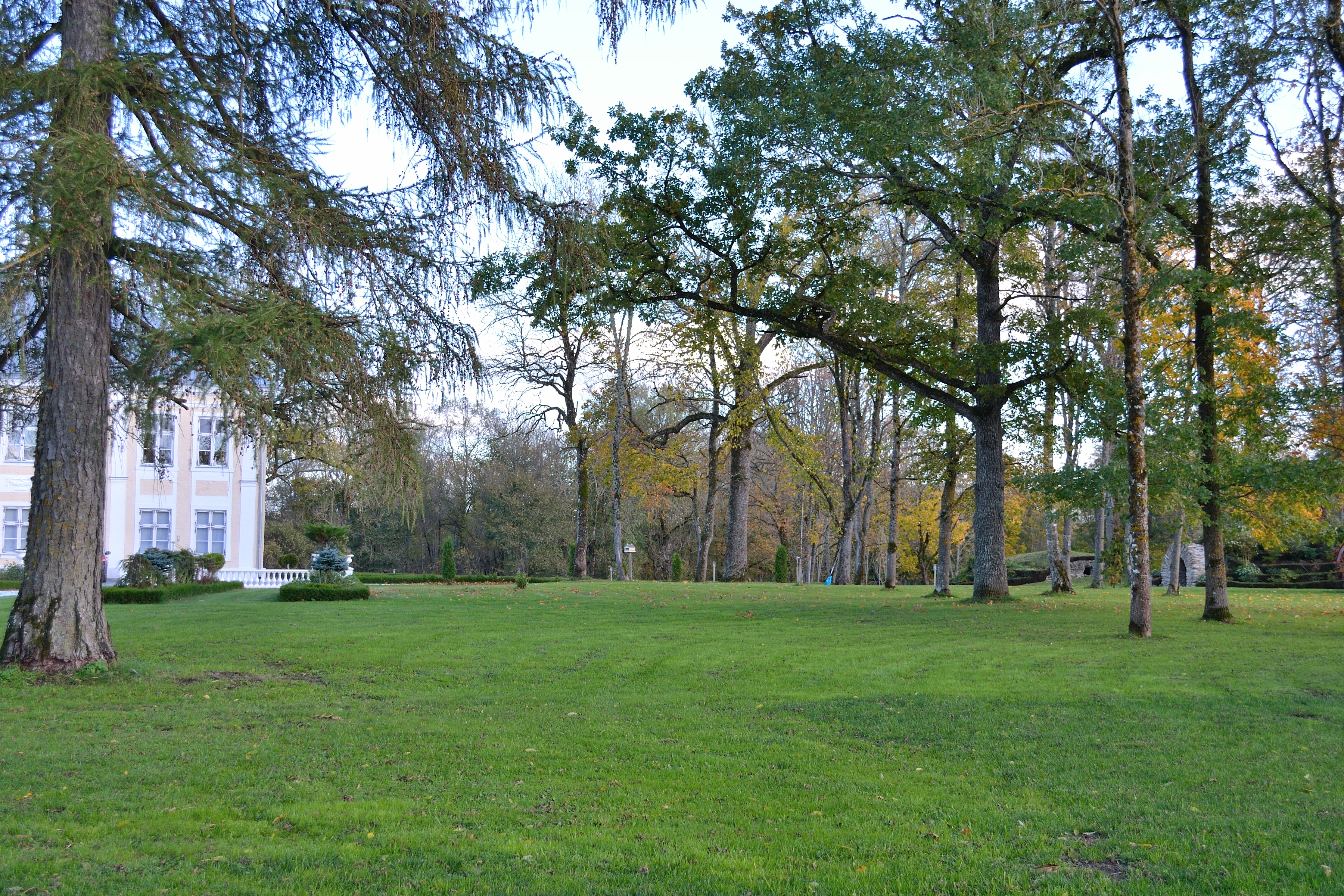
Aspect du parc

Le domaine seigneurial est formé en 1663 en se détachant du domaine voisin. Le roi Jean III de Suède en avait fait don en 1574 à son secrétaire Johan Berendes (mort en 1612) et il reste en possession de cette famille jusqu'en 1690.
C'est la famille von Toll qui fait ériger le château actuel dans les années 1770. Il se présente en style néoclassique avec quelques éléments encore baroques. Le milieu de la façade est orné d'un fronton à la grecque, décoré d'un œil-de-bœuf et soutenu par deux pilastres qui encadrent un portique tétrastyle ionique. Il est acquis en 1814 par le baron Karl Otto von Lilienfeld-Glasenapp et passe ensuite à sa fille Caroline de Rossillon. Il est vendu en 1874 à Hugo Borgeest.
Une allée d'honneur d'1,6 km mène au château en traversant les communs.
Le domaine est nationalisé en 1919, comme tous les domaines fonciers de la nouvelle république estonienne, et transformé de 1921 à 1988 en école. Il a été privatisé au début des années 1990.
Un incendie a détruit la décoration intérieure d'origine en 1950.

### Source
- (et) Cet article est partiellement ou en totalité issu de l’article de Wikipédia en estonien intitulé « Ääsmäe mõis » (voir la liste des auteurs).